# Morski Klub Sportowy Pogoń Szczecin 2017-2018
Questa voce raccoglie le informazioni riguardanti il Pogoń Szczecin nelle competizioni ufficiali della stagione 2017-2018.

## Rosa
Rosa aggiornata al 3 ottobre 2017
| N. |                     | Ruolo | Calciatore       |
| -- | ------------------- | ----- | ---------------- |
| 1  | Polonia (bandiera)  | P     | Łukasz Załuska   |
| 2  | Romania (bandiera)  | D     | Cornel Râpă      |
| 3  | Polonia (bandiera)  | D     | Jarosław Fojut   |
| 4  | Polonia (bandiera)  | C     | Jakub Piotrowski |
| 6  | Polonia (bandiera)  | C     | Rafał Murawski   |
| 7  | Ungheria (bandiera) | C     | Ádám Gyurcsó     |
| 8  | Georgia (bandiera)  | C     | Mate Tsintsadze  |
| 9  | Polonia (bandiera)  | D     | Adam Frączczak   |
| 10 | Polonia (bandiera)  | C     | Dawid Kort       |
| 11 | Bulgaria (bandiera) | A     | Spas Delev       |
| 13 | Polonia (bandiera)  | C     | Patryk Paczuk    |
| 14 | Polonia (bandiera)  | C     | Kamil Drygas     |
| 15 | Polonia (bandiera)  | D     | Hubert Matynia   |
| 20 | Polonia (bandiera)  | C     | Tomasz Holota    |
| 21 | Polonia (bandiera)  | D     | Sebastian Rudol  |
| 24 | Polonia (bandiera)  | D     | David Niepsuj    |

| N. |                      | Ruolo | Calciatore            |
| -- | -------------------- | ----- | --------------------- |
| 25 | Polonia (bandiera)   | C     | Jędrzej Kujawa        |
| 28 | Polonia (bandiera)   | C     | Dawid Zielinski       |
| 29 | Polonia (bandiera)   | A     | Marcin Listkowski     |
| 33 | Polonia (bandiera)   | P     | Adrian Henger         |
| 40 | Polonia (bandiera)   | D     | Sebastian Walukiewicz |
| 54 | Polonia (bandiera)   | D     | Patryk Adamczuk       |
| 55 | Polonia (bandiera)   | C     | Sebastian Kowalczyk   |
| 56 | Polonia (bandiera)   | D     | Jakub Kuzko           |
| 57 | Polonia (bandiera)   | C     | Mateusz Bochnak       |
| 71 | Polonia (bandiera)   | C     | Dariusz Formella      |
| 77 | Sudafrica (bandiera) | D     | Ricardo Nunes         |
| 93 | Polonia (bandiera)   | A     | Łukasz Zwoliński      |
|    | Polonia (bandiera)   | P     | Bartosz Piotrowski    |
|    | Polonia (bandiera)   | P     | Jakub Bursztyn        |
|    | Polonia (bandiera)   | A     | Jakub Okuszko         |